# Oren Marshall
Oren Marshall (1966) is een Britse tubaïst van de klassieke-, improvisatie- en jazzmuziek.

## Biografie
Marshall was een leerling van trompettist Graham Dennis Sanders van 1979 tot 1983 aan de Shene Comprehensive School. Van 1980 tot 1986 studeerde hij tuba aan het Royal College of Music bij Steven Wassell en John Jenkins. Hij nam ook privélessen van John Fletcher. In 1988 studeerde hij af aan de Guildhall School of Music and Drama met een licentiaat. Sinds het midden van de jaren 1980 werkt hij als klassiek musicus bij de meeste grote orkesten in Groot-Brittannië en bij het Frankfurt Radio Symphony Orchestra, waarmee hij in 1985 onder leiding van Eliahu Inbal de 9e en 10e symfonie van Gustav Mahler opnam. Tegelijkertijd begon hij een carrière als solist. In 1986 en 1987 speelde hij het tubaconcert van Ralph Vaughan Williams in Edinburgh en Londen, in 1992 het tubaconcert van Valerie Strukov met het Orchestre de la Suisse Romande in Genève en in 1993 in de Queen Elizabeth Hall de wereldpremière van Jeremy Arden's Bayo's Way, een concerto voor elektrische tuba en blazersensemble. In 2001 trad hij op met percussioniste Evelyn Glennie, trompettist Håkan Hardenberger en trombonist Christian Lindberg in de Wigmore Hall.
Als jazzmuzikant heeft Marshall sinds de jaren 1980 gewerkt met bigbands als de Loose Tubes, Jazz Warriors, het Ubiquity Orchestra en het Tom Bancroft Orchestra, met kleinere bands zoals Big Air (met Chris Batchelor, Steve Buckley, Myra Melford en Jim Black), het Low Frequency Tuba Project (met Marcus Rojas, Jay Rozen en Sergio Carolino) en trio- en duoformaties o.a. met Steve Noble, Davey Williams, Steve Buckley, Paul Dunmall, Billy Jenkins, Abram Wilson en Maurizio Ravalico. In 2002 en 2003 werd hij genomineerd voor de BBC Innovation in Jazz Award.
Op reizen naar Afrika werkte Marshall in Ghana met de band Kakatsitsi, het Pan-African Orchestra, het Ghana Dance Ensemble Drummers, de West African Folkloric Troupe of Ghana, de Dromé Cultural Group en het Ghana Cultural Ballet, in Soedan met Rasha en Wafir Shekheldin, in Algerije met Abdelkader Sadhoun en in Zuid-Afrika met het Ntchuks Bonga Quartet. Marshall doceert sinds 1988 tuba aan het Royal College of Music, waar hij sinds 2003 gasthoogleraar is en een jazzensemble leidt, dat sinds 1988 aan de Royal Academy of Music speelt. Hij bekleedt andere onderwijsposities aan het Royal Northern College of Music, de Royal Scottish Academy of Music and Drama, het Royal Welsh College of Music en de Guildhall School of Music.
- Library of Congress Control Number: no2001064887
- MusicBrainz: f51c2b07-542f-4922-926c-8d7f5bc5d493
- Virtual International Authority File: 180149196255674790397
- WorldCat: E39PBJxRDcCVhtJq3fMJ4k3qQq